# Carl Sagan Award for Public Appreciation of Science
Награда Сагана CSSP (Carl Sagan Award for Public Appreciation of Science, ранее Sagan Award for Public Understanding of Science) — награда Совета президентов научных обществ (Council of Scientific Society Presidents, CSSP) (Вашингтон, США) за содействие повышению общественной оценки науки. Ею отмечаются деятели науки и/или образования, получившие широкое признание как популяризаторы науки. Названа в честь астронома Карла Сагана, ставшего её первым лауреатом. Sagan Award называют «престижной наградой за общественное образование».

## Лауреаты
- 1993 — Саган, Карл
- 1994 — Уилсон, Эдвард Осборн
- 1995 — National Geographic Society & Magazine: Гилберт Хови Гровенор и William Allen
- 1996 — PBS Nova и его исполнительный продюсер Paula Apsell[англ.]
- 1997 — Най, Билл
- 1998 — Алан Алда, John Angier, Graham Chedd
- 1999 — Richard Harris (journalist) и Айра Флэтоу
- 2000 — John Rennie (editor)[англ.]
- 2001 — Science Times, The New York Times 
John Noble Wilford[англ.]
- 2002 — Зимбардо, Филип
- 2003 — Island Press[англ.][1]
- 2004 — Popular Science
- 2005 — Cheryl Heuton[англ.] и Nicolas Falacci[англ.], создатели телесериала «4исла»
- 2006 — Court TV[англ.]
- 2007 — Kenneth R. Weiss[англ.] и Usha Lee McFarling[англ.]
- 2009 — Фридман, Томас
- 2010 — Эрл, Сильвия
- 2013 — Bassam Shakhashiri[англ.]
- 2017 — Болден, Чарльз Фрэнк
- 2018 — Пинкер, Стивен[3]
- 2019 — William S. Hammack[4]